# Nurul Akmal
Nurul Akmal, née le 2 février 1993 à Banda Aceh, est une haltérophile indonésienne. Elle a remporté la médaille d'argent en plus +90 kg aux jeux de la solidarité islamique de 2017.

## Palmarès

### Championnats d'Asie
- Championnats d'Asie d'haltérophilie 2021 à Manama, Bahreïn[2]
  -  Médaille d'argent en moins de 87 kg.

### Jeux islamique
- Jeux de la solidarité islamique de 2017 à Bakou
  -  Médaille d'argent en moins de 87 kg
- Jeux de la solidarité islamique de 2021 à Konya[3]
  -  Médaille de bronze en moins de 87 kg

### Jeux d'Asie du Sud-Est
- Jeux d'Asie du Sud-Est de 2021 à Hanoï
  -  Médaille d'argent en moins de 71 kg
- Jeux d'Asie du Sud-Est de 2023 à Phnom Penh
  -  Médaille d'argent en moins de 71 kg